# الدودة القارضة
الدودة القارضة أو دودة قطع الأشجار (بالإنجليزية: Cutworm) هي عبارة عن يرقات من الحشرات تتواجد في التربة والقمامة وتختفي أثناء النهار، وتخرج في الظلام لتتغذى على النباتات.

## الوصف
تهاجم اليرقة عادةً الجزء الأول من النبات الذي تصادفه، أي الساق من الشتلات وتعمل على قطعه، لذلك سميت باسم الدودة القاطعة أو القارضة لأنها تقطع النباتات الصغيرة أثناء تغذيتها على السيقان.

## التغذية
تختلف يرقات الدودة القارضة في سلوكها الغذائي فبعضها يبقى مع النبات الذي تقطعه وتتغذى عليه، بينما ينتقل البعض الآخر غالبًا بعد تناول كمية صغيرة من الشتلات المقطوعة.
فإن الديدان القاطعة تشكل آفات خطيرة للبستانيين بشكل عام، ولكن لمزارعي الخضروات والحبوب بشكل خاص.

## الأنواع
دودة القطع البرونزية، والمتنوعة والسوداء، ودودة القطع القاتمة والزجاجية.
تعد أخطرها دودة قطع الأشجار الزراعية تتغذى بكثرة على الأوراق والبراعم والسيقان ويمكنها تدمير النباتات بأكملها.
منها ما يقوم بقطع الشتلات على مستوى الأرض عن طريق مضغ الساق، وبعض الأنواع تعيش تحت الأرض وتأكل الجذور.

## المظهر
عادةً ما تكون ديدان القطع عبارة عن يرقات خضراء أو بنية أو رمادية أو صفراء ذات جسم ناعم، وغالبًا ما تكون ذات خطوط طولية.
في العديد من المناخات، ستقضي ديدان القطع الشتاء تحت التربة، إما كيرقات في الطور الأخير أو شرانق. وهذا يتيح للمزارعين فرصة للسيطرة. سيقتل الحرث الشتوي العديد من الآفات، ويعرض المزيد منها للحيوانات المفترسة. في المناطق المناسبة، تعد هذه وسيلة قوية للسيطرة، على سبيل المثال في حقول الحبوب.
استخدام المبيدات الحشرية وهو حرث التربة قبل بضعة أسابيع من الزراعة لتدمير أي يرقات نائمة.

## دورة الحياة
تخرج الحشرات البالغة من العذارى في التربة في منتصف الصيف وتضع بيضها على أوراق وسيقان النباتات، تفقس البيض بعد حوالي أسبوعين. في البداية تتغذى اليرقات على أوراق وبراعم النباتات ثم تهاجر لتعيش في التربة، بعد حوالي شهرين تتحول اليرقات إلى شرنقة ويمكنها إنتاج جيل ثانٍ يخرج في الخريف، وتقضي يرقات هذا الجيل الثاني الشتاء في التربة وتتغذى على النباتات والجذور خلال فترات الاعتدال.